# Dyjákovičky
Dyjákovičky település Csehországban, a Znojmói járásban. Dyjákovičky Chvalovice és Vrbovec településekkel határos. Lakosainak száma 595 fő (2024. január 1.).

## Népesség
A település lakosságának változását az alábbi diagram mutatja:
| Lakosok száma | 853  | 890  | 960  | 647  | 461  | 433  | 523  | 544  | 572  | 595  |
|               | 1869 | 1890 | 1921 | 1950 | 1980 | 2001 | 2017 | 2019 | 2022 | 2024 |